# Leonhard Pföderl
Leonhard „Leo“ Pföderl (* 1. September 1993 in Bad Tölz) ist ein deutscher Eishockeyspieler, der seit April 2019 bei den Eisbären Berlin aus der Deutschen Eishockey Liga (DEL) unter Vertrag steht und dort auf der Position des Flügelstürmers spielt. Zuvor war Pföderl bereits für die Nürnberg Ice Tigers in der DEL aktiv. Mit den Eisbären Berlin gewann er zwischen den Jahren 2021 und 2025 viermal die Deutsche Meisterschaft.

## Karriere

### Anfänge
Pföderl begann seine Karriere in den Nachwuchsabteilungen des EC Bad Tölz und wechselte nach seiner Juniorenzeit im Jahr 2008 in die oberste Nachwuchsmannschaft seines Heimatvereins, die in der Deutschen Nachwuchsliga (DNL) angesiedelt war. Bei den Tölzern, die zu einem der Top-Teams in der DNL gehörten, wurde er in seiner zweiten Saison 2009/10 mit 32 Toren zusammen mit Mirko Höfflin Torschützenkönig der Liga. In dieser Spielzeit 2009/10 lief er auch schon für die erste Mannschaft, die zu diesem Zeitpunkt in der drittklassigen Oberliga aktiv waren, auf. In der Saison 2011/12 konnte Pföderl mit den Tölzer Löwen die Meisterschaft in der Oberliga gegen die Füchse Duisburg gewinnen. Während dieser Zeit legte er in seinem elterlichen Baubetrieb die Berufsausbildung zum Maurer ab.

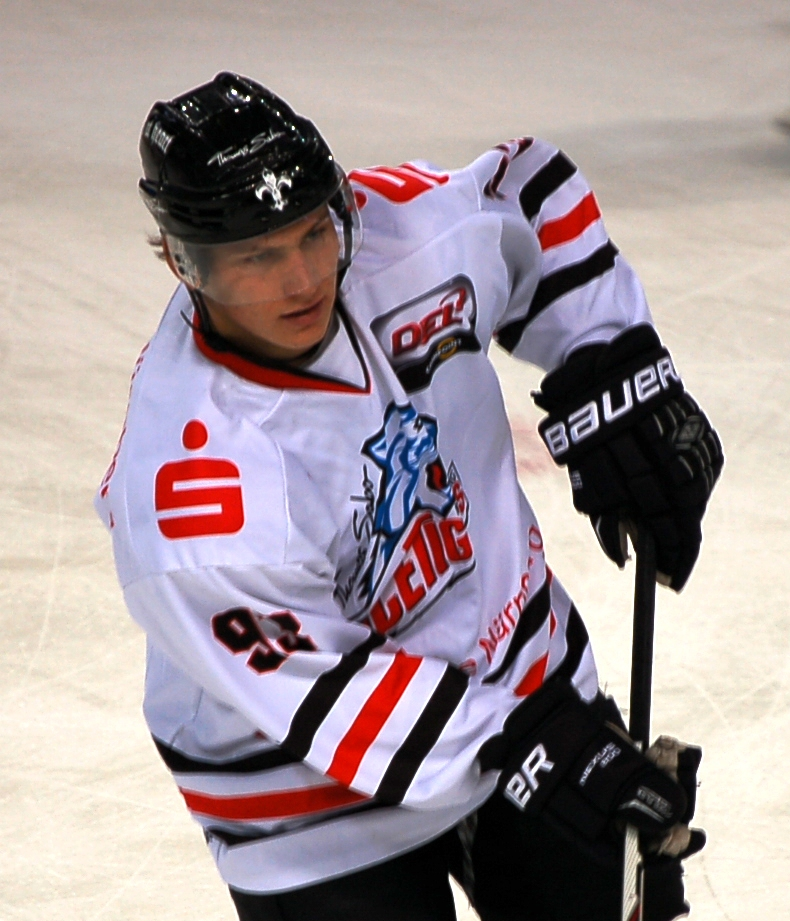
Pföderl im Trikot der Nürnberg Ice Tigers (2013)

### Nürnberg Ice Tigers
Zur Saison 2012/13 verpflichteten ihn die in der Deutschen Eishockey Liga (DEL) spielenden Nürnberg Ice Tigers und statteten ihn mit einer Förderlizenz für den EC Bad Tölz aus. Bereits in seinem zweiten DEL-Spiel gegen die Adler Mannheim gelang ihm sein erstes Tor für diesen Verein. Insgesamt kam er in 23 DEL-Saisonspielen auf vier Scorerpunkte, ansonsten spielte er für die Tölzer Löwen in der Oberliga.
Für die Saison 2013/14 erhielt er erneut eine Förderlizenz für das Tölzer Team, wurde jedoch in 52 Spielen von den Ice Tigers eingesetzt und erzielte acht Tore und drei Vorlagen. In der folgenden Spielzeit konnte er sich nochmals deutlich steigern und in der Hauptrunde 26 Punkte (11 Tore, 15 Vorlagen) erzielen. In den anschließenden Playoffs gehörte Pföderl gemeinsam mit seinem Sturmpartner Corey Locke zu den dominanten Spielern und erzielte in acht Partien gegen die Eisbären Berlin und die Adler Mannheim sieben Tore. In der Folge setzte Pföderl seine Entwicklung fort, insbesondere im Zusammenspiel mit dem NHL-erfahrenen Center Dave Steckel. Im Januar 2017 führte er erstmals die Scorerliste der DEL an. Er beendete die Hauptrunde der Saison 2016/17 mit 48 Punkten (22 Tore, 26 Assists) als viertbester Scorer der Liga. In den anschließenden Playoffs verletzte sich Pföderl bereits im ersten Viertelfinalspiel gegen die Augsburger Panther an der Schulter und beendete die Saison vorzeitig.
In der Saison 2017/18 war Pföderl mit 23 Toren in der Hauptrunde bester Torschütze seines Teams und mit 16 Punkten (10 Toren) erfolgreichster Spieler der Nürnberger in den Playoffs. In den Playoffs erwarb er sich zudem den Ruf eines sogenannten „Clutch-Players“, eines Spielers, welcher unter besonderen Drucksituation die entscheidenden Tore erzielt. Aufgrund der gezeigten Leistungen wurde er zum DEL-Spieler des Monats März gewählt. Auch in der für Nürnberg schwierigen Spielzeit 2018/19 war er mit 17 Toren – zusammen mit Patrick Reimer – wieder erfolgreichster Torjäger seiner Mannschaft.

### Eisbären Berlin

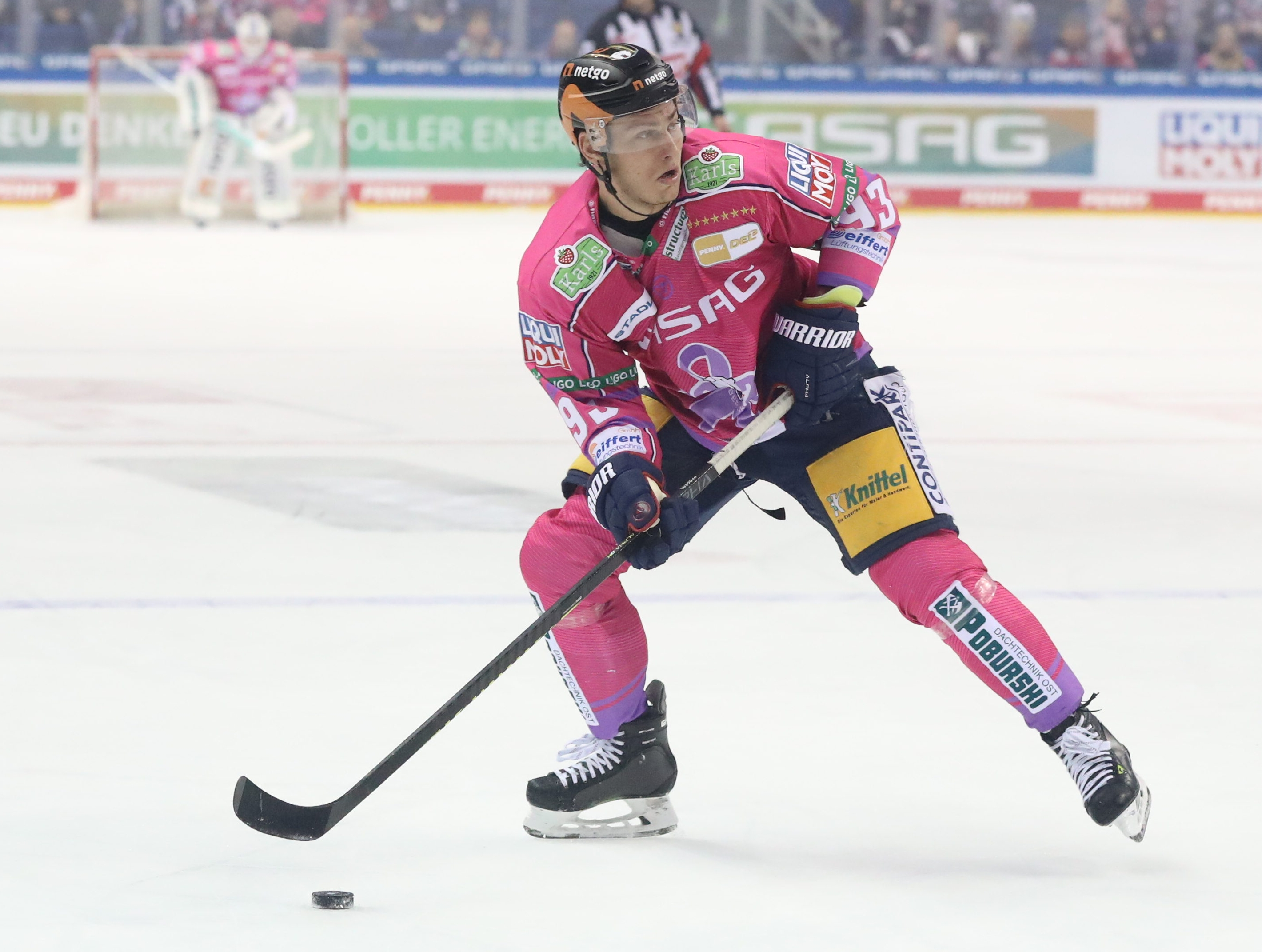
Pföderl im Einsatz für die Eisbären Berlin (2021)

Trotzdem unterschrieb er zur folgenden Saison 2019/20 einen Dreijahresvertrag beim Ligakonkurrenten Eisbären Berlin, wobei er seinen Wechsel auch mit der Personalpolitik bei den Mittelfranken in der Vorsaison begründete. Seine Mannschaft wurde Vierter nach der Hauptrunde, jedoch wurden die Playoffs wegen der COVID-19-Pandemie in Deutschland abgesagt und kein Deutscher Meister ermittelt. Pföderl erreichte in 45 Spielen 37 Punkte (21 Tore). Die darauf folgende Saison beendeten die Eisbären als Tabellenführer der DEL-Gruppe Nord und wurden in den Playoffs der 100. Deutsche Meister. Pföderl steuerte zu diesem Erfolg fünf Scorerpunkte in sechs Spielen bei, nachdem er in der Hauptrunde in 34 Spielen erneut 37 Punkte gesammelt hatte. Auch in den Spielzeiten 2021/22 und 2023/24 wurde er mit den Eisbären Deutscher Meister und nach dem Finale 2024 gegen die Fischtown Pinguins Bremerhaven auch als wertvollster Spieler der Finalserie ausgezeichnet. Zudem ist Pföderl nach Ernst Höfner in den Jahren 1981 und 1985 der zweite Spieler, der bei zwei Finalserien der Jahre 2021 und 2024 das entscheidende Tor erzielt hat. Mitte Dezember 2024 gaben die Eisbären bekannt, dass Pföderl seinen Vertrag bis 2029 verlängert hat. Am 16. Februar 2025 erreichte Pföderl als erst achter Akteur die Marke von 250 Treffern in der DEL. Drei Wochen später wurde Pföderl als bester Stürmer und Spieler des Jahres in der DEL ausgezeichnet. Anschließend sicherte er sich mit dem Team den vierten Meistertitel binnen fünf Jahren.

### International

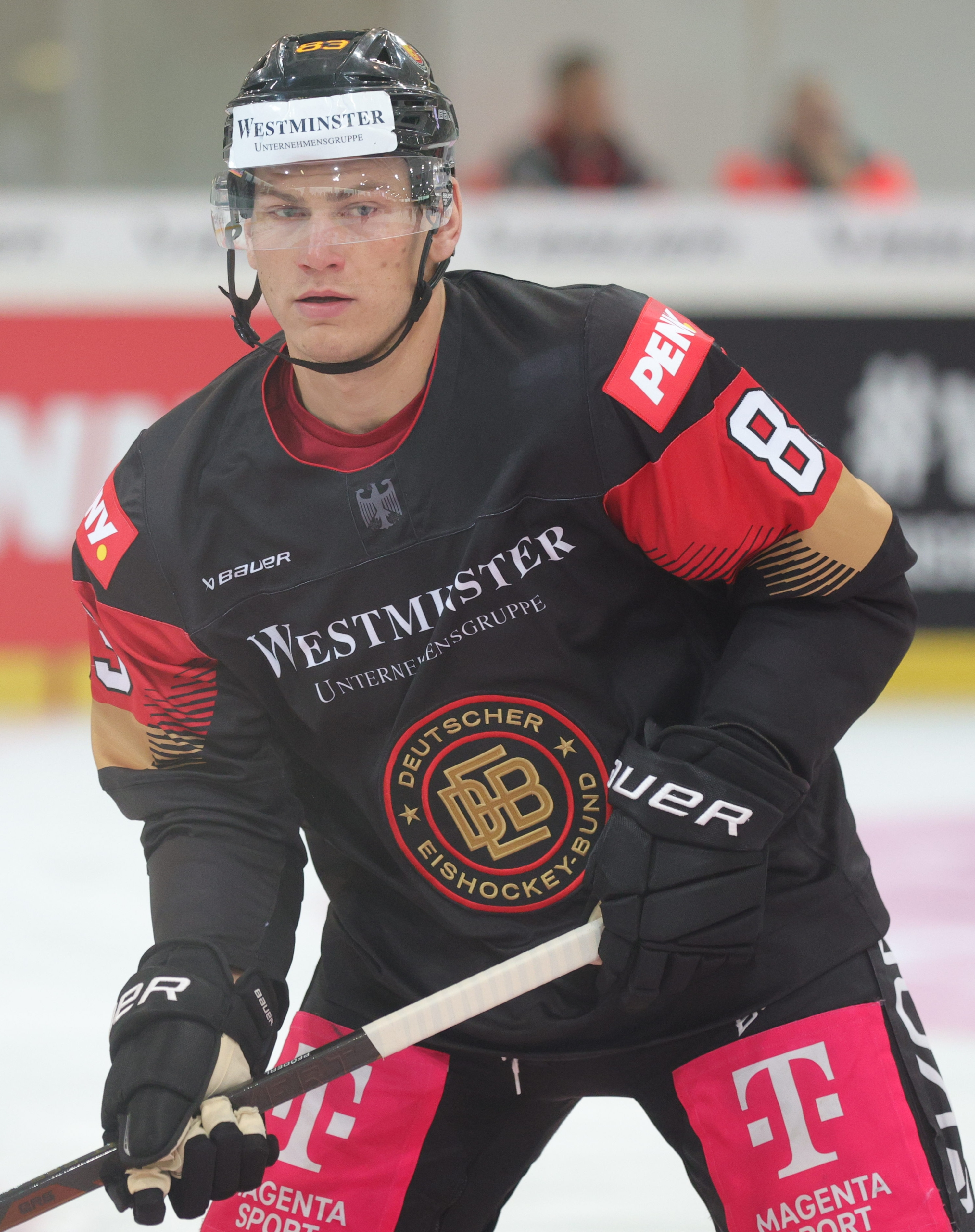
Pföderl als Spieler der deutschen Nationalmannschaft (2024)

Auf internationaler Ebene nahm Pföderl im Juniorenbereich an der U18-Junioren-Weltmeisterschaft 2011 sowie der U20-Junioren-Weltmeisterschaft 2012 der Division IA, bei der der Aufstieg in die Top-Division gelang, und der U20-Junioren-Weltmeisterschaft 2013.
Im Seniorenbereich kam der Stürmer erstmals im Spieljahr 2014/15 zu Einsätzen für die Nationalmannschaft. In der Folge nahm er am Deutschland Cup 2015, 2016 und 2017 teil. Sein erstes großes internationales Turnier absolvierte Pföderl bei den Olympischen Winterspielen 2018 im südkoreanischen Pyeongchang, bei denen er mit der DEB-Auswahl die Silbermedaille gewann und dafür am 7. Juni 2018 mit dem Silbernen Lorbeerblatt ausgezeichnet wurde. Anschließend war der Stürmer Teil des DEB-Aufgebots bei den Weltmeisterschaften der Jahre 2019, 2021, 2022, 2024 und 2025. Ebenso nahm er an den Olympischen Winterspielen 2022 in Peking teil.

## Erfolge und Auszeichnungen
| - 2010 Bester Torschütze der DNL - 2012 Oberliga-Meister mit dem EC Bad Tölz - 2018 All-Star-Team des Spengler Cups - 2021 Deutscher Meister mit den Eisbären Berlin - 2022 Deutscher Meister mit den Eisbären Berlin - 2024 Deutscher Meister mit den Eisbären Berlin | - 2024 Wertvollster Spieler der DEL-Finalserie - 2024 Topscorer der DEL-Playoffs - 2025 Deutscher Meister mit den Eisbären Berlin - 2025 Bester Vorlagengeber der DEL-Hauptrunde - 2025 DEL-Spieler des Jahres - 2025 DEL-Stürmer des Jahres |

### International
- 2012 Aufstieg in die Top-Division bei der U20-Junioren-Weltmeisterschaft der Division IA
- 2018 Silbermedaille bei den Olympischen Winterspielen

## Karrierestatistik
Stand: Ende der Saison 2024/25

### International
Vertrat Deutschland bei:
| - U18-Junioren-Weltmeisterschaft 2011 - U20-Junioren-Weltmeisterschaft der Division IA 2012 - U20-Junioren-Weltmeisterschaft 2013 - Olympischen Winterspielen 2018 - Weltmeisterschaft 2019 | - Weltmeisterschaft 2021 - Olympischen Winterspielen 2022 - Weltmeisterschaft 2022 - Weltmeisterschaft 2024 - Weltmeisterschaft 2025 |

(Legende zur Spielerstatistik: Sp oder GP = absolvierte Spiele; T oder G = erzielte Tore; V oder A = erzielte Assists; Pkt oder Pts = erzielte Scorerpunkte; SM oder PIM = erhaltene Strafminuten; +/− = Plus/Minus-Bilanz; PP = erzielte Überzahltore; SH = erzielte Unterzahltore; GW = erzielte Siegtore; 1 Play-downs/Relegation; Kursiv: Statistik nicht vollständig)